# مارسيل ميوفيس
مارسيل ميوفيس (بالهولندية: Marcel Meeuwis)‏ (مواليد 31 أكتوبر 1980 في غويرل - هولندا) لاعب كرة قدم هولندي يلعب حاليا لصالح نادي الدرجة الأولى بوروسيا مونشنغلادباخ الألماني منذ 2009 في مركز الوسط المحوري .

## روابط خارجية
- مارسيل ميوفيس على موقع قاعدة بيانات كرة القدم.إي يو (الإنجليزية)
- مارسيل ميوفيس على موقع عالم كرة القدم.نت (الإنجليزية)
- مارسيل ميوفيس على موقع كووورة